# Borough de l'Ogwr
Pour les articles homonymes, voir Ogwr.
Le borough de l’Ogwr (borough of Ogwr en anglais) est une ancienne zone de gouvernement local de deuxième niveau du pays de Galles.
Créé au 1er avril 1974 au sein du comté du Mid Glamorgan par le Local Government Act 1972, il est aboli le 31 mars 1996 en vertu du Local Government (Wales) Act 1994. Plusieurs parties de son territoire sont constitutives des boroughs de comté de Bridgend et du Vale of Glamorgan, institués à partir du 1er avril 1996.

## Géographie
Le territoire du borough relève du comté administratif du Glamorgan. Au 1er avril 1974, il constitue, avec les districts de la Cynon Valley, de Merthyr Tydfil, de la Rhondda, de la Rhymney Valley et de Taff-Ely, le comté du Mid Glamorgan, zone de gouvernement local de premier niveau créée par le Local Government Act 1972,.
Alors que le borough admet 127 818 habitants au recensement de 1981, 127 731 résidents sont comptabilisés lors du recensement de 1991. La superficie du territoire du borough est évaluée à 70 444 acres en 1978,,.

## Toponymie
Simplement défini par un ensemble de territoires par le Local Government Act 1972, le district prend le nom officiel d’Ogwr en vertu du Districts in Wales (Names) Order 1973, un décret en Conseil du 8 janvier 1973 pris par le secrétaire d’État pour le Pays de Galles,.
Ainsi, le borough tient son appellation de l’Ogwr, nom gallois de la rivière de l’Ogmore (en).

## Histoire
Le district de l’Ogwr est érigé au 1er avril 1974 à partir des territoires suivants, :
- le district urbain de Bridgend ;
- le district urbain de Maesteg ;
- le district urbain d’Ogmore and Garw ;
- le district urbain de Porthcawl ;
- et le district rural de Penybont.

Alors que les différentes zones de gouvernement local sont abolies par le Local Government Act 1972, le statut de borough est conféré au nouveau district par un décret en Conseil du 13 novembre 1973, avec une entrée en vigueur au 1er avril 1974. Dès lors, il est permis à la zone de gouvernement local de s’intituler « borough de l’Ogwr » (borough of Ogwr en anglais) tandis que son assemblée délibérante prend le nom de « conseil de borough de l’Ogwr » (Ogwr Borough Council en anglais) au sens de la section 21 du Local Government Act 1972,.
Le borough est aboli au 31 mars 1996 par le Local Government (Wales) Act 1994, son territoire relevant désormais des boroughs de comté de Bridgend et du Vale of Glamorgan au sens de la loi.